# Circuit Urbà de València
El Circuit Urbà de València fou un circuit urbà de Fórmula 1 que discorria pels carrers del Grau de València i al voltant de la dàrsena interior del port, i que va estar en actiu del 2008 al 2012. Tenia una longitud de 5.473 metres, amb una velocitat mitjana de 201,3 km/h, una màxima de 323,3 km/h i una mínima de 95 km/h, recorrent-se en 1 minut i 37 segons. Dels seus 25 revolts, 11 són a cap a l'esquerra i 14 cap a la dreta. Va acollir el Gran Premi d'Europa entre els anys 2008 i 2012, quedant en desús a partir del 2013, i sent subhastades algunes infraestructures el 2017.